# NGC 5320
NGC 5320 este o hi (21cm) source⁠(d) situată în constelația Câinii de Vânătoare. A fost descoperită în 9 aprilie 1787 de către William Herschel. Se află la o distanță de 35,48 de megaparseci de Pământ.